# Windy City Bulls 2016-2017
La stagione 2016-17 dei Windy City Bulls fu la 1ª nella NBA D-League per la franchigia.
I Windy City Bulls arrivarono quinti nella Central Division con un record di 23-27, non qualificandosi per i play-off.

## Roster
|    | Naz.                   | Ruolo | Sportivo               | Anno | Alt. | Peso |  |
| -- | ---------------------- | ----- | ---------------------- | ---- | ---- | ---- |  |
| 0  | Stati Uniti (bandiera) | G     | Thomas Walkup          | 1992 | 193  | 88   |  |
| 1  | Stati Uniti (bandiera) | G     | Andre Dawkins          | 1991 | 193  | 93   |  |
| 1  | Stati Uniti (bandiera) | G     | Cameron Payne          | 1994 | 191  | 84   |  |
| 1  | Stati Uniti (bandiera) | G     | D'Vauntes Smith-Rivera | 1992 | 188  | 98   |  |
| 2  | Stati Uniti (bandiera) | G     | Jerian Grant           | 1992 | 193  | 88   |  |
| 3  | Stati Uniti (bandiera) | G     | Aaron Thomas           | 1991 | 196  | 88   |  |
| 4  | Stati Uniti (bandiera) | G     | Jon Octeus             | 1991 | 193  | 77   |  |
| 5  | Stati Uniti (bandiera) | A     | Bobby Portis           | 1995 | 211  | 112  |  |
| 6  | Brasile (bandiera)     | AC    | Cristiano Felício      | 1992 | 206  | 127  |  |
| 8  | Stati Uniti (bandiera) | GA    | Jarell Eddie           | 1991 | 201  | 100  |  |
| 9  | Stati Uniti (bandiera) | AC    | Coreontae DeBerry      | 1994 | 208  | 122  |  |
| 10 | Stati Uniti (bandiera) | G     | Devin Brooks           | 1992 | 185  | 73   |  |
| 10 | Stati Uniti (bandiera) | A     | Jake Layman            | 1994 | 203  | 95   |  |
| 12 | Stati Uniti (bandiera) | G     | Will Bynum             | 1983 | 183  | 84   |  |
| 13 | Croazia (bandiera)     | A     | Duje Dukan             | 1991 | 208  | 100  |  |
| 16 | Germania (bandiera)    | GA    | Paul Zipser            | 1994 | 203  | 95   |  |
| 17 | Stati Uniti (bandiera) | A     | Ferrakohn Hall         | 1990 | 203  | 100  |  |
| 20 | Stati Uniti (bandiera) | GA    | Cartier Martin         | 1984 | 201  | 100  |  |
| 21 | Stati Uniti (bandiera) | AC    | Alec Brown             | 1992 | 216  | 105  |  |
| 22 | Stati Uniti (bandiera) | G     | R.J. Hunter            | 1993 | 196  | 84   |  |
| 22 | Stati Uniti (bandiera) | A     | David Laury            | 1990 | 206  | 111  |  |
| 24 | Stati Uniti (bandiera) | G     | Wesley Saunders        | 1993 | 198  | 99   |  |
| 25 | Stati Uniti (bandiera) | G     | Spencer Dinwiddie      | 1993 | 198  | 93   |  |
| 31 | Stati Uniti (bandiera) | A     | J.J. Avila             | 1991 | 201  | 107  |  |
| 34 | Stati Uniti (bandiera) | A     | Alfonzo McKinnie       | 1992 | 203  | 98   |  |
| 45 | Stati Uniti (bandiera) | A     | Denzel Valentine       | 1993 | 198  | 97   |  |
| 55 | Stati Uniti (bandiera) | G     | Tim Quarterman         | 1994 | 198  | 86   |  |

## Staff tecnico
- Allenatore: Nate Loenser
- Vice-allenatori: A.J. Guyton, Bobby Lutz